# Josef Tal
Pour les articles homonymes, voir Tal.
Josef Tal (en hébreu : יוסף טל), né Joseph Grünthal le 18 septembre 1910 à Pniewy (actuellement Grande-Pologne) et mort le 25 août 2008 à Jérusalem, est un compositeur israélien.

## Biographie

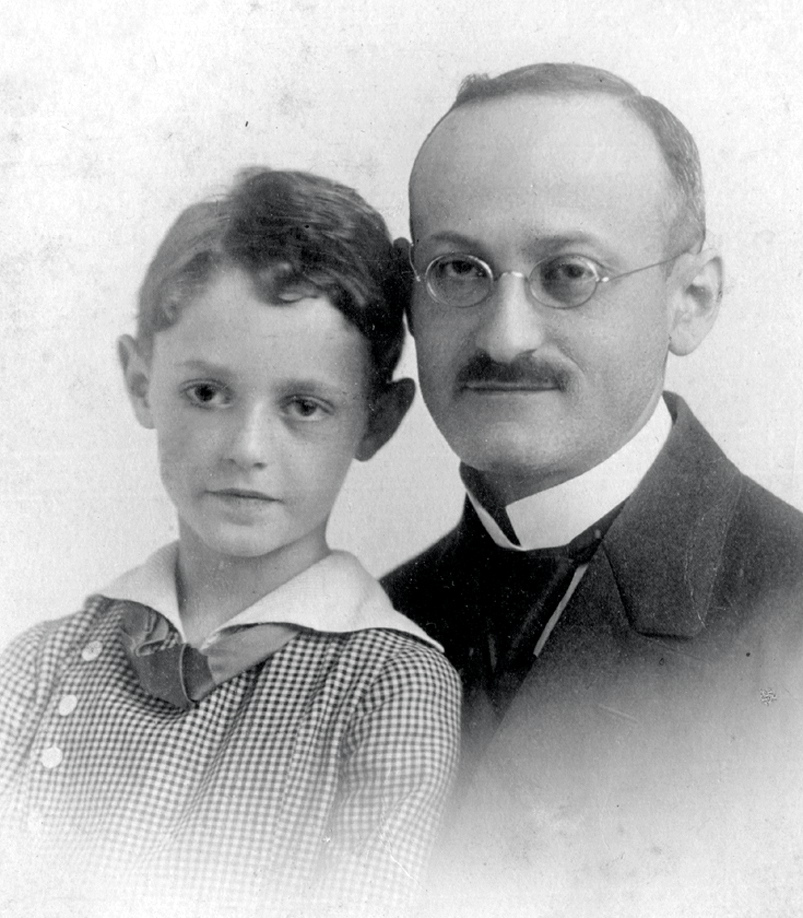
Josef Tal avec son père Julius Grünthal (1917).

Josef Tal est considéré comme un des fondateurs de la musique israélienne. Il est né à Pinne (Pniewy, près de Poznań), dans l’Empire allemand, actuellement en Pologne. Peu après sa naissance, sa famille (ses parents, Ottilie et Julius Grünthal, et sa sœur aînée Grete) ont emménagé à Berlin, où la famille gérait un orphelinat privé. Rabbi Julius Grünthal était chargé de cours à la Hochschule für die Wissenschaft des Judentums, (Institut des hautes études juives) spécialisé en philologie des langues anciennes.

### Études
Tal est admis à la Staatliche Akademische Hochschule für Musik à Berlin et étudie avec Max Trapp (piano et composition), Heinz Tiessen (théorie), Max Saal (harpe), Curt Sachs (instrumentation), Fritz Flemming (hautbois), Georg Schünemann (histoire de la musique), Charlotte Pfeffer et Siegfried Borris (formation à l’écoute), Siegfried Ochs (chant choral), Leonid Kreutzer (technique pianistique) et Julius Prüwer (direction d'orchestre). Paul Hindemith, son professeur de théorie et composition, le présenta à Friedrich Trautwein qui dirigeait un studio de musique électronique dans les sous-sols de ce bâtiment. Tal acheva ses études à l'académie en 1931, et épousa la danseuse Rosie Löwenthal un an plus tard. Il travailla en donnant des cours de piano, en accompagnant des danseurs et chanteurs, et fit de l'accompagnement musical pour films muets.

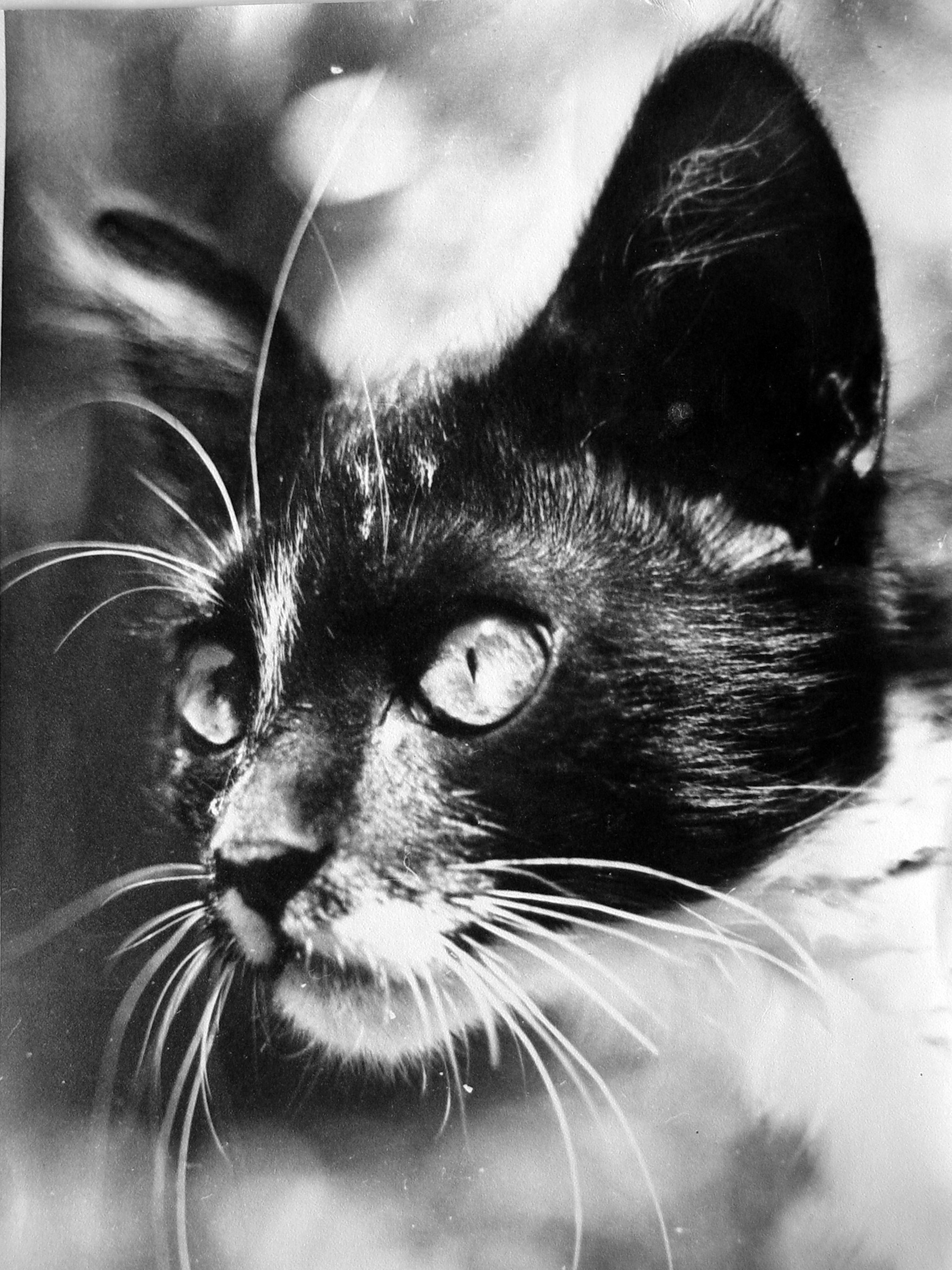
Photographie prise par Josef Tal.

Les lois du parti nazi anti-juifs firent perdre à Tal son travail et il se mit à étudier la photographie avec Schule Reimann, dans l'intention d'acquérir un savoir professionnel qui lui permettrait d'obtenir un certificat d'émigration pour la Palestine.

### Palestine
En 1934, la famille émigra en Palestine, avec leur jeune fils Re’uven. Tal travailla quelque temps comme photographe à Haïfa et Hadera. Puis la famille s’installa au kibboutz Beït-Alfa, et plus tard au kibboutz Gesher, où Tal envisageait de se consacrer à sa musique.
Face aux difficultés à s'adapter à la nouvelle réalité sociale du kibboutz, la famille s'installa à Jérusalem, où Tal put se créer un réseau professionnel et social. Il joua en tant que pianiste, donna des leçons de piano, et joua occasionnellement de la harpe avec le tout nouvel Orchestre de la Palestine.
En 1937, le couple divorça.

### Jérusalem
Tal accepta l'invitation d'Emil Hauser d'enseigner le piano, la théorie et la composition au Conservatoire de la Palestine, et en 1948, il fut nommé directeur de l'Académie de musique et de danse de Jérusalem, poste qu'il conserva jusqu’en 1952. En 1940, il épousa la sculptrice Pola Pfeffer.

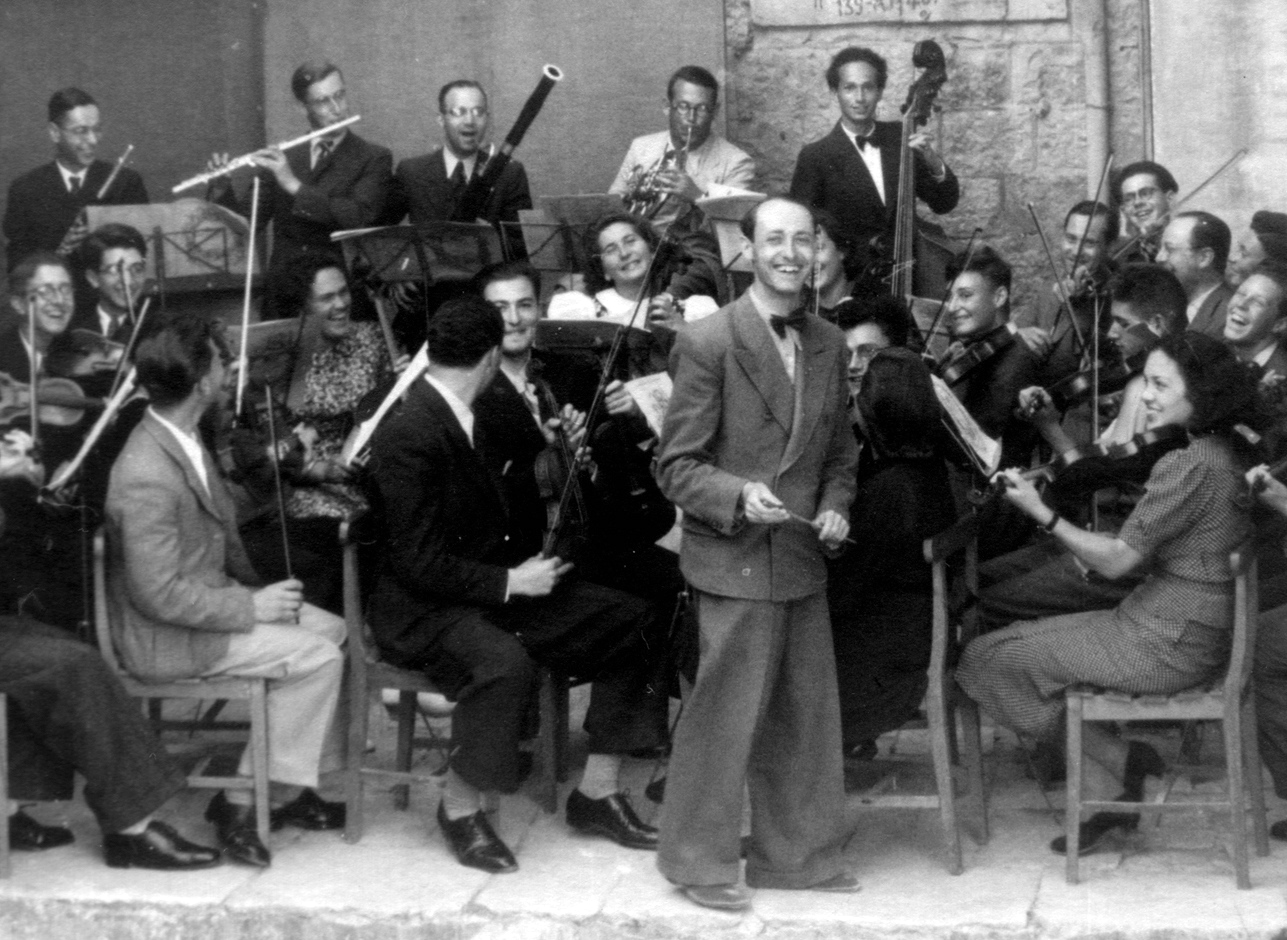
Tal avec l'orchestre du Conservatoire de musique de Palestine (1939).

En 1951, Tal fut nommé conférencier à l'université hébraïque de Jérusalem, où il créa en 1961 le Centre de musique électronique d'Israël. Il rédigea des articles académiques, écrivant de nombreux articles pour l'Encyclopédie hébraïque. En 1965, il fut nommé doyen des professeurs, puis président du Département de musicologie de l'Université, poste qu'il conserva jusqu'en 1971. Parmi ses nombreux élèves, on trouve les compositeurs Ben-Zion Orgad, Robert Starer, Naomi Shemer, Jacob Gilboa, Yehuda Sharett, le musicologue Michal Smoira-Cohn, le violoncelliste Uzi Wiesel et la soprano Hilde Zadek.
Tal fut un auteur prolifique et un conférencier avide. Il représenta Israël aux conférences de la Société internationale de musique contemporaine et pour d’autres événements musicaux, assistant à de nombreuses conférences professionnelles à travers le monde. Il était membre de l'Académie des arts de Berlin (Akademie der Künste) et un membre de l'Institut d'études supérieures de Berlin (Wissenschaftskolleg zu Berlin).
Jusqu’à la soixantaine, Tal s’est produit comme pianiste et chef d’orchestre avec divers orchestres, mais sa plus grande contribution à la musique réside dans ses œuvres provocatrices et l’utilisation d’une sonorité originale dans la musique vocale, instrumentale et  électronique. Dans les années 1990, Tal a dirigé un projet de recherches visant à développer un système original de notation musicale, en coopération avec l’Institut de technologie Technion-Israël et la Volswagenstiftung. Pendant ces années, sa vue s’est détériorée et il est devenu progressivement de plus en plus difficile pour lui de composer. Utilisant un écran d’ordinateur pour grossir les partitions, il parvient à composer de courtes œuvres pour quelques instruments, écrivit sa 3e autobiographie, et acheva son analyse visionnaire sur la musique du futur. L’intégrale de ses symphonies, dirigées par Israel Yinon, est distribuée par le label CPO.

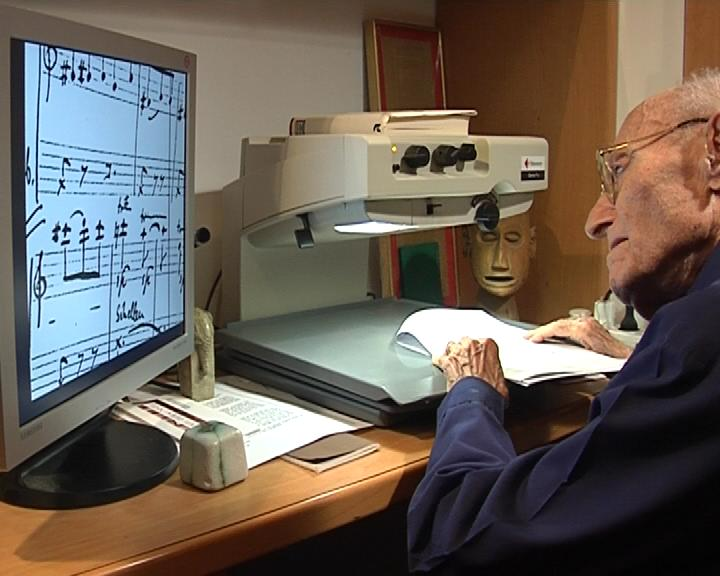
Tal vérifiant une partition (2006).

Josef Tal est inhumé dans le kibboutz Ma’ale HaHamisha, près de Jérusalem. Ses archives personnelles ont été léguées et sont conservées à la Bibliothèque nationale d'Israël de Jérusalem. La quasi-totalité de ses œuvres a été publiée par l'Institut de musique d'Israël (IMI).

## Style
Le style de Tal est représentatif de ses origines européennes. Il n’a pas été affecté par les tendances dominantes de la musique israélienne des années 1940 et 1950, lesquelles étaient largement basées sur le folklore juif d’Israël, ou les traditions musicales du Moyen-Orient. À première vue, l’œuvre de Tal présente des caractéristiques de la musique atonale, mais malgré ce trait dominant, on peut observer des développements significatifs et des changements dans son style de composition au fil des années.

« … Ni la tonalité ou la modalité, l’atonalité ou le dodécaphonisme, le sérialisme ou la musique électronique ne font la musique israélienne. Ce ne sont que des outils, qui peuvent également contenir un emprunt au folklore, The Mediterranean fifths, A-la-Hora dance rhythm, etc. Ce sont tous des moyens légitimes pourvu qu’ils soient au service d’une volonté et d’un contenu vivants. Le langage musical est sujet au changement comme l’est toute langue vivante. »

— Josef Tal
L’œuvre de Tal est largement influencée par la Bible, et les événements de l'histoire juive. Beaucoup de ses œuvres des années 1950 incorporent des techniques et des motifs de musique traditionnelle, et même lorsqu’il cite un thème, il le modifie d’une façon particulière qui éclipse sa nature tonale originale. Quand il emprunte une mélodie traditionnelle à la communauté juive babylonienne comme base de sa 1re symphonie, il ne le fait que pour stimuler son imagination créatrice, en écartant toute démonstration à connotation nationale. Tal mêle les matériaux sonores sans compromettre ses principes stylistiques, qui ont été largement influencés par Arnold Schönberg.

« …Assurément, on peut trouver une abondance de thèmes musicaux dans le folklore israélien, mais c’est le compositeur qui par son travail, les assimile pour créer une œuvre d’art à caractère universel, et  échappant à toute référence nationaliste. Une œuvre attachée aux valeurs temporelles est liée au dilettantisme. Il manquera la base de toute œuvre d’art, qui, tout comme la nature, est surnaturelle et éternelle. »

— Josef Tal
Beaucoup ont vu dans l’Enfant terrible de Tal une « musique « israélienne ». À la suite de la première, le 27 août 1962 du concerto no 4 pour piano et électronique, le critique et éditeur Herzl Rosenblum employa les mots de « terreur », « cacophonie » et dictature minoritaire »…
Audacieux dans ses idées originales, et foncièrement anti-conformiste, Tal n’a jamais suivi les tendances de la mode en musique, ni infléchi ses principes face aux dictats extra-musicaux.

« …Il n’y a pas de processus créatif linéaire. Par sa nature même, il se déplace audacieusement en plusieurs directions. Le grand danger est que cela peut vous égarer vers la superficialité. Mais, de la même façon, c’est le grand privilège de l’homme créatif que toutes les routes soient ouvertes devant lui. C’est à lui de voir s’il se perd dans cet univers, ou bien s’il l’explore. »

— Autoportrait de Josef Tal – notes pour une émission radiodiffusée (date inconnue)

### Relation entre compositeur et auditeur
Tal n’a pas sous-estimé l’importance de la relation entre compositeur et auditeur, et était conscient des difficultés que posait la « musique moderne » :

« …En théorie, si vous aviez joué aux populations vivant au IIIe siècle la 9e symphonie de Beethoven, ils n’auraient pu peut-être entendre qu’un bruit de fond – parce qu’ils n’étaient pas éduqués à comprendre ou analyser une telle variété d’aspects acoustiques… »

— Josef Tal

« …L’attitude de Tal envers sa musique et son audience a été inspirée par l’approche intransigeante de Beethoven et d’Arnold Shönberg, deux compositeurs que Tal admirait particulièrement. Il a beaucoup d’exigence envers son public : ses œuvres sont intenses, dissonantes et denses, et ne peuvent être totalement intelligibles à la première écoute… »

— Jehoash Hirshberg

« …J’hésite à fournir à l’auditeur une analyse verbale qui explique le système musical théorique utilisant un jargon professionnel. Ce domaine appartient à l’atelier du compositeur et ne devrait pas ennuyer l’auditeur. L’auditeur apporte sa propre expérience musicale au concert, qui a été acquise au cours d’une longue fréquentation de la musique classique et romantique. Cette expérience résulte d’une habitude qui l’aide à naviguer à travers la musique classique. L’auditeur de la musique du XXe siècle est soumis à un système différent. Le langage musical change constamment, modifiant ainsi sa perception esthétique. Les éléments musicaux que sont la mélodie, l’harmonie et le rythme se traduisent actuellement de façon différente de la musique traditionnelle. Malgré ses changements, un phénomène commun à toutes les époques musicales se montre immuable : la puissance évocatrice qui circule depuis l’œuvre jusqu’à l’auditeur… »

— Avant-propos de Tal pour la première de sa 4e symphonie (1987)

## Musique électronique

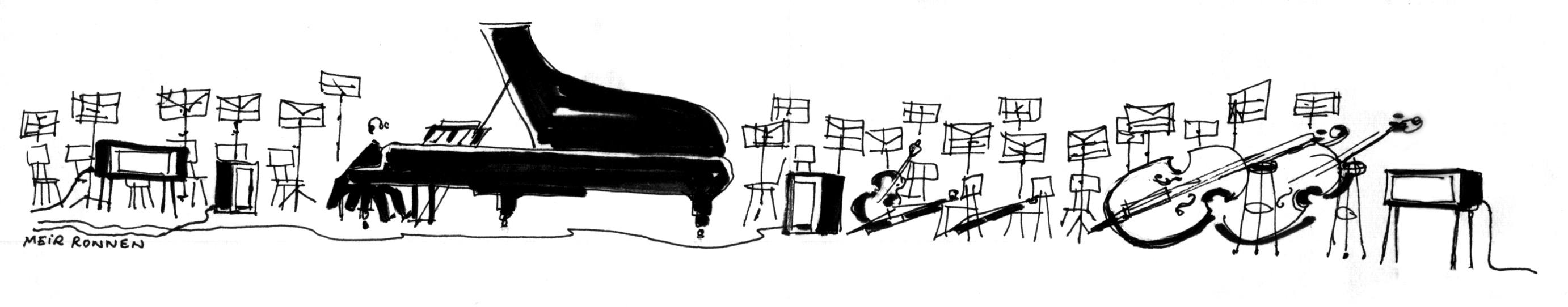
Caricature de Meir Ronnen après la première du Concerto No. 4 pour Piano & Electronique de Tal.

Tal considère la musique électronique comme un nouveau langage musical, qu’il définit comme instable et manquant d’une définition précise. Il voit l’ordinateur comme un instrument qui contraint le compositeur à avoir une pensée disciplinée. En retour, il restitue les données qu’il a reçues avec une absolue fidélité. Toutefois, lorsque l’ordinateur est mal employé, il révélera l’incapacité du compositeur à  unifier la machine avec le monde de la musique. Mais selon Tal, le fait de composer de la musique électronique a un autre aspect : lorsque le compositeur choisit la notation musicale d’un ordinateur comme outil de création, il annule accessoirement le rôle de l’exécutant en tant qu’interprète. De ce point de vue, c’est uniquement la capacité mentale du compositeur qui importe, et l’exécution est indépendante de la virtuosité de l’interprète. Tal intègre la musique électronique dans beaucoup de ses œuvres pour des instruments « classiques traditionnels », et fut l’un des premiers compositeurs au monde à utiliser cette méthode. Ses pièces pour musique électronique et harpe, piano ou clavecin, et ses opéras comme Massada ou Ashmedai en sont des exemples typiques.

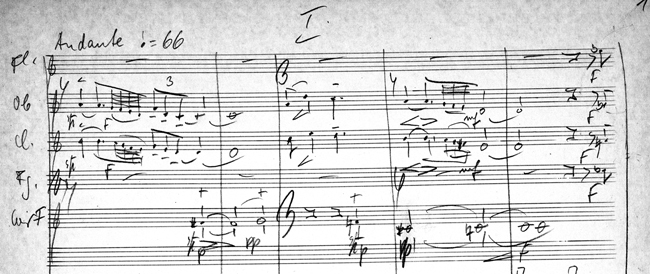
Début du Concerto pour piano no 2 (1953).

« …Malgré l’intérêt considérable de Tal envers la musique électronique, le temps et la créativité qu’il y a consacrés, il n’a composé que très peu d’œuvres électroniques, et elles ne furent que rarement jouées – en partie parce que le compositeur lui-même n’a pas particulièrement encouragé leur exécution publique…Apparemment, Tal ne pouvait s’adapter tout à fait lui-même à la situation de se retrouver assis dans une salle face à deux ou quatre haut-parleurs, écoutant les sons qui en provenaient, sans aucune exécution humaine en vue… Par conséquent, l’implication de Tal dans la composition de musique électronique a consisté largement à joindre le son électronique aux performances en public. »

— Jehoash Hirshberg

## Écrits

### Théorie de la musique
- Josef Grünthal, Basics of Music Theory (en hébreu). Published by Benno Balan, 1944.
- Introduction to the Theory of Musical Form (en hébreu). Published by Merkaz Letarbut Vehasbara, 1951.
- Musica Nova in the Third Millennium - Behind the Scenes of Music Theory. éd. Israel Music Institute, 2002, Cat No. 1018E,  (ISBN 965-90565-0-8).

### Autobiographies
- Der Sohn des Rabbiners. Ein Weg von Berlin nach Jerusalem (The Son of the Rabbis: A Way from Berlin to Jerusalem). An autobiography, 1985,  (ISBN 3-88679-123-8).
- Reminiscences, Reflections, Summaries Retold in Hebrew by Ada Brodsky, Pulished by Carmel (1997),  (ISBN 965-407-162-2).
- Tonspur - Auf der Suche nach dem Klang des Lebens (On Search for the Sound of Life), an autobiography, Henschel publishing house Berlin 2005,  (ISBN 3-89487-503-8).

### Essais
- The Impact of the Era on the Interrelation Between Composer, Performer and Listener. Music in Time – A Publication of the Jerusalem Rubin Academy of Music and Dance (1983-1984), p. 23–27.
- Rationale und Sensitive Komponenten des "Verstehens"', in Musik und Verstehen – Aufsätze zur semiotischen Theorie, Ästhetik und Soziologie der musikalischen Rezeption, Arno Volk Verlag (197?), 306–313.
- Musik auf Wanderung – Querschnitte zwischen Gestern und Morgen in Berliner Lektionen, (1992) Bertelsmann, 79–90.
- Wagner und die Folgen in der Musik des 20. Jahrhunderts, (1983) Universität Bayreuth, Sonderdruck aus Jahresbericht des Präsidenten, 167–181.
- Der Weg einer Oper, Wissenschftskolleg Jahrbuch 1982/83, Siedler Verlag, 355–356.
- Gedanken zur Oper Ashmedai, in Ariel – Berichte zur Kunst und Bildung in Israel, no 15 (1972), 89–91.
- Music, Hieroglyphics and Technical Lingo in The World of Music, Vol. XIII, no 1/1971 B. Schott's Söhne, Mainz, 18–28.
- Ein Mensch-zu-Mensch-Erlebnis im Wissenschaftskolleg Berlin (1994) in Axel von dem Bussche, Hase&Koehler Verlag, 125–131.  (ISBN 3-7758-1311-X).

## Prix et récompenses
- 1949, 1958, 1977 - Prix Engel de la ville de Tel Aviv
- 1957/1958 - Prix de l'UNESCO accordé pour l'étude de la musique électronique
- 1969 - Membre de l'Académie des arts de Berlin[16]
- 1970 - Prix de l'État d'Israël
- 1975 - Berliner Kunstpreis[17] (Prix artistique de la ville de Berlin)
- 1981 – Membre honoraire étranger de l'Académie américaine des arts et des lettres « en reconnaissance à l'effort créatif qu'il a accompli dans le domaine des arts »
- 1982/1983 - Fellow, Collège scientifique de Berlin[18].
- 1982 - Prix Wolf (Israël)[19] « pour sa nouvelle approche de la structure et la texture musicale et pour la tension dramatique de ses œuvres qui ne se dément pas »
- 1985 - Officier de l'ordre du Mérite de la République fédérale d'Allemagne[20]
- 1985 - Commandeur de l'ordre des Arts et des Lettres[21]
- 1993 – Docteur honoris causa de l'université de Tel Aviv, « En reconnaissance spéciale pour ses œuvres d'opéra uniques qui sont la preuve de sa relation profonde avec l'esprit du judaïsme pendant différentes périodes de l'histoire, et l'accomplissement d'une synthèse entre l'ancienne tradition juive et la musique moderne actuelle. »
- 1995 – Johann-Wenzel-Stamitz-Förderungspreis der Künstlergilde (Allemagne)
- 1995 – ACUM prize (Société d'auteurs, compositeurs et éditeurs de musique en Israël)
- 1995 - Yakir Yerushalayim (récompense donnée par la ville de Jérusalem)
- 1996 - Docteur honoris causa de la Hochschule für Musik und Theater Hamburg[22]
- 1998 – Docteur honoris causa de l'université hébraïque de Jérusalem « En hommage à son riche héritage musical et en reconnaissance à sa contribution pour le développement de l'éducation musicale en Israël. »